# Авл Ларций Приск
Авл Ларций Приск (лат. Aulus Larcius Priscus) — римский политический деятель первой половины II века.
Приск происходил из всаднического рода. Свою карьеру он начал с должностей децемвира для судебных разбирательств и квестора в провинции Азия. В 97 году Приск был легатом IV Скифского легиона, дислоцировавшегося в Сирии. После того, как осенью 97 года наместник этой провинции Марк Корнелий Нигрин Куриаций Матерн был отозван в столицу, Приск временно исполнял его обязанности по управлению Сирией до 98 года. Затем он был включен в состав сената, находился на постах народного трибуна, претора, префекта, ответственного за распределение зерна, легата Бетики, проконсула Нарбонской Галлии и легата III Августова легиона, дислоцировавшегося в Африке.
В 110 году Приск занимал должность консула-суффекта вместе с Секстом Марцием Гоноратом. Он также являлся членом жреческой коллегии септемвиров эпулонов. Кроме того, Приск был патроном города Тимгад.